# Аль-Кубати, Тамим
Тамим Мохаммед Ахмед аль Кубати (род. 1 января 1989) — йеменский тхэквондист, участник Олимпийских игр 2012 года, знаменосец команды Йемена на Олимпиаде 2012 года.

## Карьера
На Олимпиаде в 2012 году принял участие в соревнованиях в весовой категории до 58 кг. В первом круге победил Габриэля Мерседеса из Доминиканской Республики (8—3), но уже на следующем этапе уступил колумбийцу Оскару Муньосу (2—14).